# Da Interpretação
Das Interpretações (em grego Περὶ Ἑρμηνείας, em latim De Interpretatione, abrev. De Int.), é um texto do filósofo grego Aristóteles de Estagira. É composto por um único livro (16a–24b) e não existem dúvidas acerca da autenticidade da obra. É a segunda obra do Organon, sucedendo as Categorias e antecedendo os Analíticos anteriores, no Corpus aristotelicum.
O título original Peri Hermeneias pode sugerir uma associação com hermenêutica. Atualmente, entende-se por hermenêutica um ramo da filosofia preocupado com a interpretação crítica de textos. Em grego antigo, no entanto, ἑρμηνεία, hermeneia, tem como significado principal declarar, anunciar, explicar. Por esse motivo, a obra é eventualmente chamada De Enuntiatione (e por ser assim que se traduzia Peri Hermeneias da Isagoge, de Porfírio).
O tema abordado neste texto possui alguma conexão com a discussão platônica da verdade e falsidade exposta no diálogo Sofista. Aristóteles discute a relação entre as palavras escritas e as experiências mentais ou pensamentos, dos quais as palavras seriam símbolos. O principal problema filosófico que Aristóteles procura resolver nesta obra é o de elencar os tipos principais de juízo que se pode formar e os modos de expressá-los usando a linguagem. Os relacionamentos entre esses vários juízos possíveis são também explorados em detalhes.
Segundo o filósofo:
Em primeiro lugar cumpre definir o nome e o verbo, depois, a negação e a afirmação, a proposição e o juízo. As palavras faladas são símbolos das afeições da alma, e as palavras escritas símbolos das palavras faladas. E como a escrita não é igual em toda a parte, também as palavras faladas não são as mesmas em toda a parte, ainda que as afeições da alma de que as palavras são signos primeiros, sejam idênticas, tal como são idênticas as coisas de que as afeições referidas são imagens (De Int., 16a1–8).
Da interpretação versa sobre os futuros contingentes, sobre a significação natural e convencional, universais e particulares, frases declarativas e oposições entre frases declarativas (contrariedade e contraditoriedade). Além disso, é nesta obra que se encontra a primeira discussão sobre lógica modal, depois retomada nos Analíticos anteriores.

## Traduções
Existem, em língua portuguesa, as seguintes traduções de Da interpretação:	 	
- ARISTÓTELES. Órganon. Tradução do grego, textos adicionais e notas de Edson BINI. Bauru: Edipro, 2005. 608p. pp. 81-110: Da interpretação. ISBN 572833870.

___________. Órganon. Tradução do grego e notas de Pinharanda GOMES. Lisboa: Guimarães Editores, 1985. 174p. VOL. I. pp. 123-169: Periérmeneias.